# Bačkovská dolina
Bačkovská dolina je národní přírodní rezervace v oblasti Latorica.
Nachází se v katastrálním území obce Bačkov v okrese Trebišov v Košickém kraji. Území bylo vyhlášeno či novelizováno v roce 1967 na rozloze 220,04 ha. Ochranné pásmo nebylo stanoveno.